# Isla Soledad

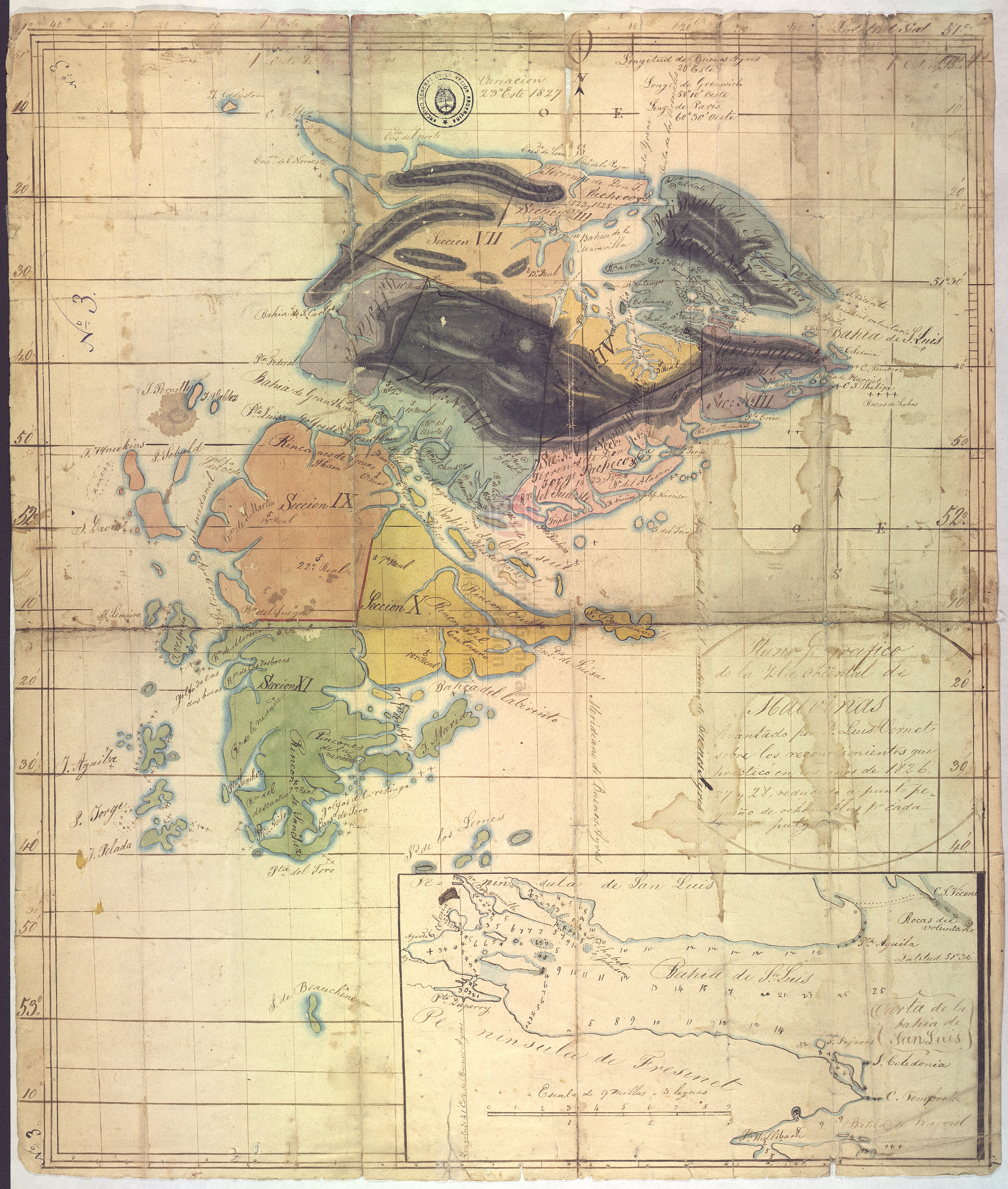
Mapa de la isla Soledad confeccionado por Luis Vernet entre 1826 y 1829, referido al meridiano de Buenos Aires y conservado en el Archivo General de la Nación.

La isla Soledad (en inglés: East Falkland Island, lit. Isla Falkland Oriental) es la isla de mayor superficie del archipiélago de las islas Malvinas. Está ubicada en el océano Atlántico Sur, encontrándose atravesada por el meridiano de la ciudad de Buenos Aires y por el paralelo de la ciudad de Río Gallegos. Tiene una superficie de 6353 km² y una población de 2000 habitantes, la mayoría de la población total del archipiélago.

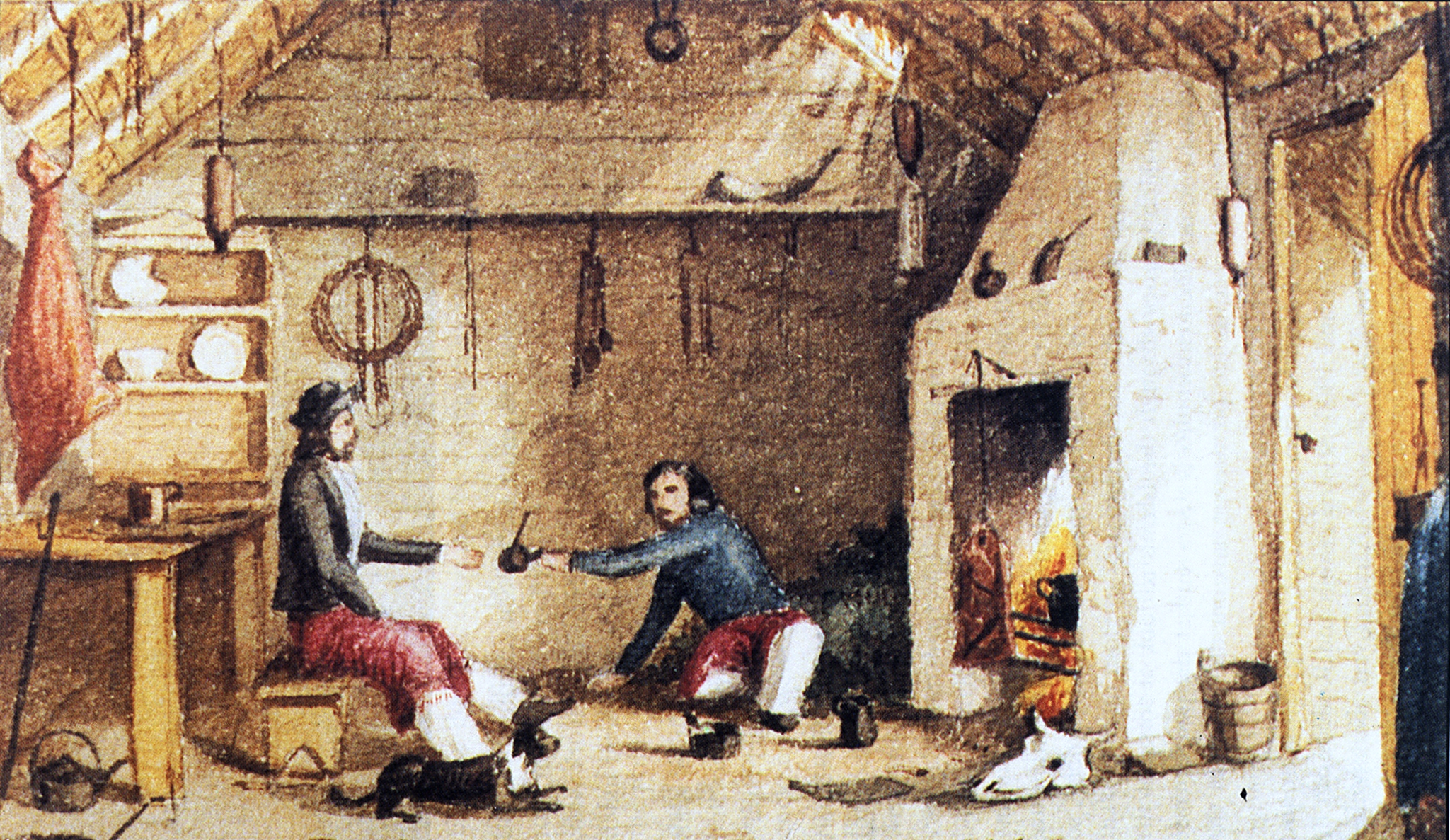
Gauchos tomando mate en el saladero de Valle Esperanza ubicado en el sur de la isla Soledad.

La gran mayoría de aproximadamente dos mil residentes de la isla Soledad viven en la capital malvinense, Stanley (Puerto Argentino), que es asimismo el puerto principal del territorio. Hay otras localidades de la isla, como Puerto Soledad, Puerto Darwin, San Carlos, Salvador, Puerto Johnson, Fitzroy, Puerto Yegua, y Goose Green (Pradera del Ganso). Las actividades principales son la pesca, la cría de ovejas, el turismo y las tareas administrativas de gobierno.
Según la Organización de las Naciones Unidas (ONU), la isla Soledad está en litigio de soberanía entre el Reino Unido, quien la administra como parte del territorio británico de ultramar de las Malvinas, y la Argentina, quien reclama su devolución, y la integra en el departamento Islas del Atlántico Sur de la provincia de Tierra del Fuego, Antártida e Islas del Atlántico Sur.

## Toponimia
Recibió este nombre a principios del último tercio del siglo XVIII en honor de la Virgen de Nuestra Señora de la Soledad de Sevilla, titular de una cofradía de penitencia que por entonces residía en una capilla propia en el convento casa-grande del Carmen Calzado de Sevilla y hoy está en la parroquia de San Lorenzo de la misma ciudad. Le otorgó dicho nombre el capitán general y presidente de la Audiencia de Buenos Aires, Francisco de Paula Bucarelli y Ursúa (Sevilla, 1708 - Pamplona, 1780). Dicho noble era reconocido devoto y hermano de dicha cofradía, por lo que a instancias del primer gobernador español de las Malvinas, Felipe Ruiz Puente, le envió en 1767-1768 una imagen de Nuestra Señora de la Soledad para "que se coloque y declare Patrona de la Población" en sustitución del San Luis que existía desde la conquista francesa.